# Pelyheslábú karcsúbagoly
A pelyheslábú karcsúbagoly (Zanclognatha lunalis) a kvadrifid bagolylepkefélék családjába tartozó, Eurázsiában honos lepkefaj. 

## Megjelenése
A pelyheslábú karcsúbagoly szárnyfesztávolsága 26-32 mm. Alapszíne sötét szürkésbarna, három sötétbarna keresztvonallal: a belső ívelt, a középső hullámos és kissé fogazott, a külső egyenes. A belső és középső vonal között félhold alakú folt látható. A hasonló csipkéssávú karcsúbagolyhoz képest a hullámvonal keskenyebb, az árnyékok többnyire mélyek, a tővonal szaggatott. Hátulsó szárnyának rajzolata halványabb, a külső keresztvonal sokszor alig látható. A hím csápduzzanata erőteljes.
Változékonya nem számottevő. 
Petéje kerekded, világoszöld színű.
Hernyója vörösessárga, hátán egy középső egyenes és két hullámos, vékony, világospiros vonallal; oldalain szakadozott, hullámos vonalak húzódnak. Bibircsei feketék. Feje sötét vörösessárga, lábai és hasa zöldesek. Karcsú bábja vörösbarna. 

### Hasonló fajok
A csipkéssávú karcsúbagoly hasonlít hozzá.

## Elterjedése
Európában honos Észak-Spanyolországtól egészen Japánig. Magyarországon országszerte előfordulhat. 

## Életmódja
Meleg, lehetőleg nyirkos domb- és hegyvidéki lomberdők (pl. tölgyesek, bükkösök) lakója, ahol vastag avarréteg található. 
Évente általában egy nemzedéke nő fel, imágóival júniustól augusztusig lehet találkozni. Néha egy részleges második, őszi nemzedéke is repül szeptember-októberben. Hernyója a lehullott, hervadó levelekkel, apró növényekkel táplálkozik. A hernyó áttelel. 

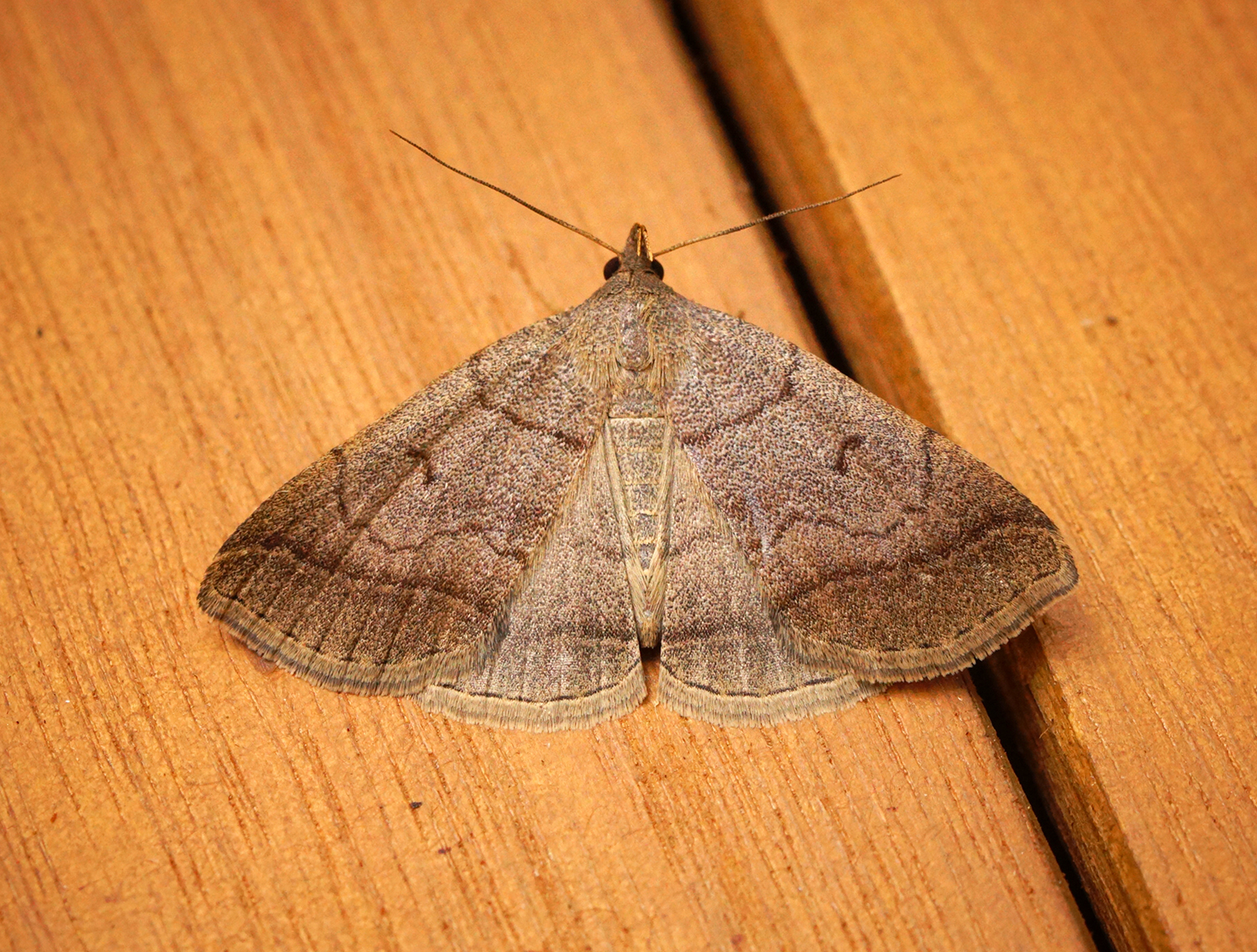
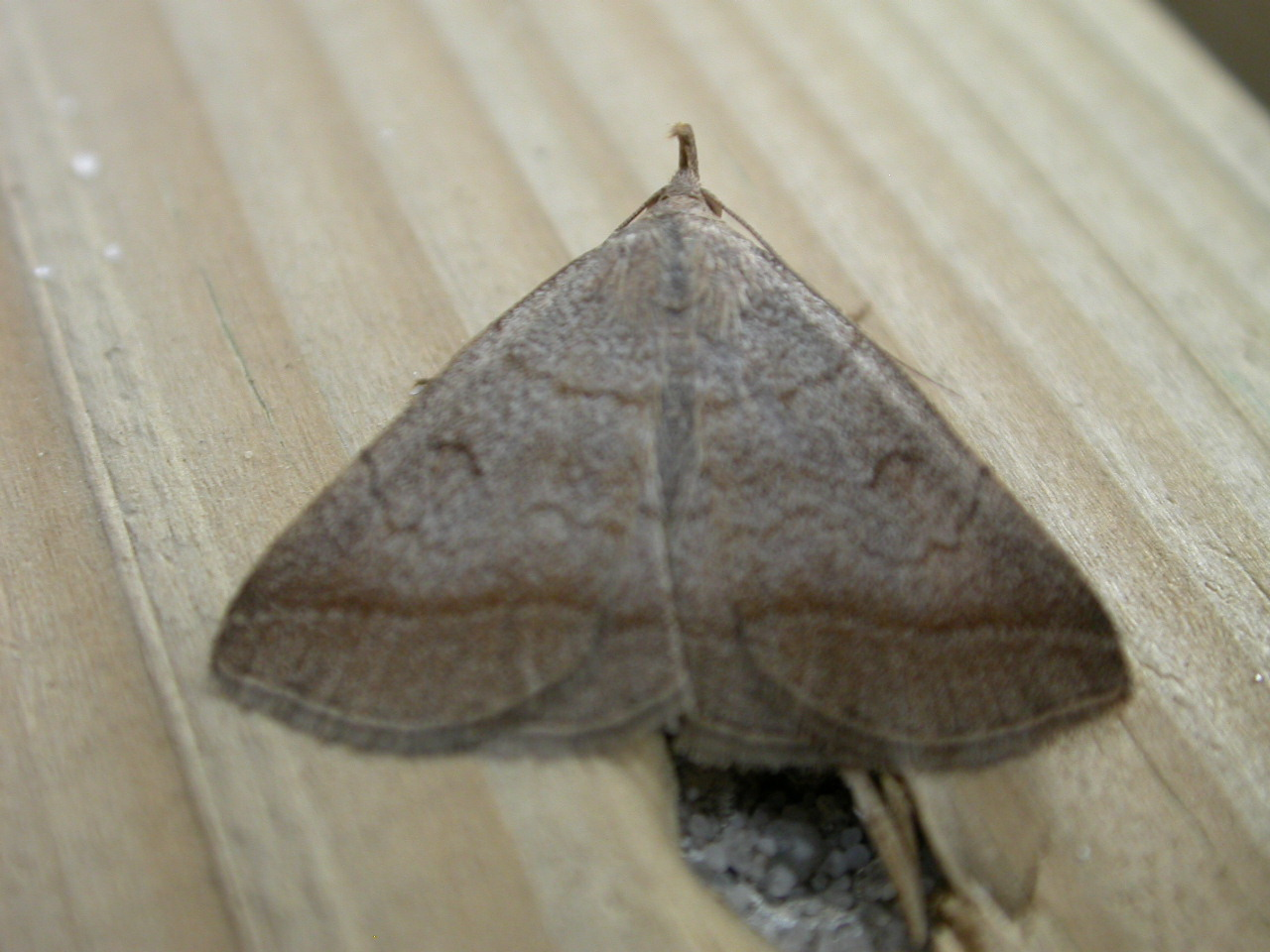
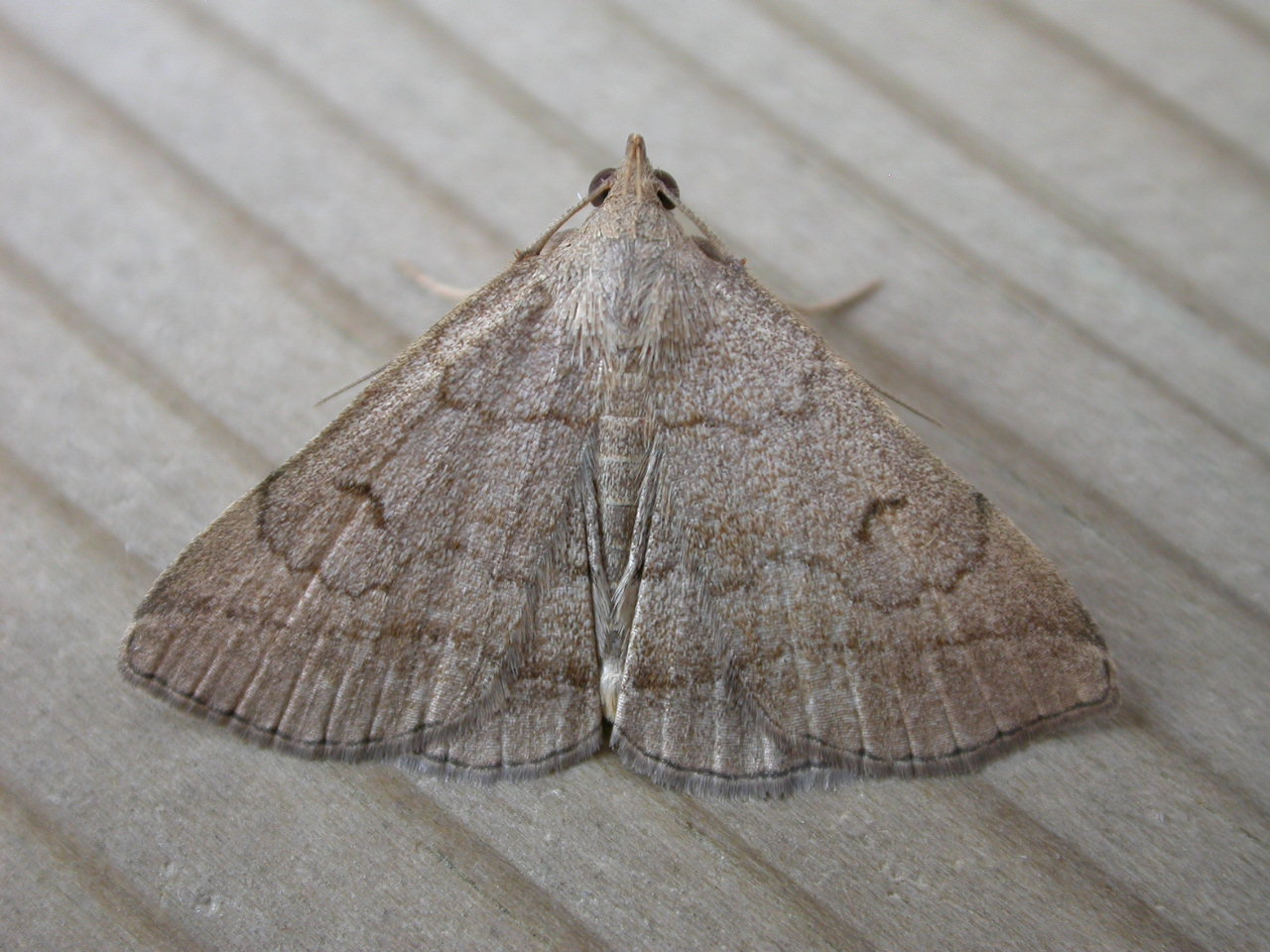

Magyarországon nem védett.